# Résistance

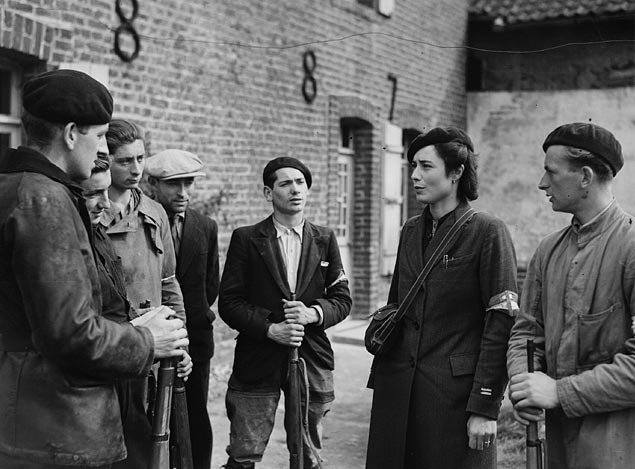
Leden van de Maquis, 14 september 1944.

De Résistance (Frans voor "verzet") of résistance intérieure française was de Franse verzetsbeweging tegen de Duitse bezetters en de door hen geïnstalleerde Vichy-regering onder leiding van Maarschalk Pétain tijdens de Tweede Wereldoorlog. Onder deze beweging vielen meerdere verzetsgroepen, bestaand uit leden afkomstig uit zeer diverse bevolkingslagen.
Tijdens de invasie in Normandië (6 juni 1944) en de invasie van Zuid-Frankrijk (15 augustus 1944) droeg de verzetsbeweging bij door het delen van belangrijke informatie over de Atlantikwall en omgeving. Ook voerde de Résistance sabotageacties uit. Na de geallieerde invasies in Frankrijk fuseerden veel van de verzetsgroepen tot de Forces françaises de l'intérieur (FFI).

## Herdenking
In Suresnes staat het Mémorial de la France combattante (gedenkteken van het strijdende Frankrijk), met het Kruis van Lotharingen, symbool voor de Vrije Fransen en overgenomen door het verzet. Op deze plaats werden in de oorlog veel leden van het verzet gefusilleerd.